# Unión de Centro (2002)
La Unión de Centro (en italiano: Unione di Centro, abreviado UdC) es un partido político italiano centrista y democristiano. 
El partido fue fundado el 6 de diciembre de 2002 como Unión de los Demócratas Cristianos y Demócratas de Centro (Unione dei Democratici Cristiani e Democratici di Centro, UDC). Desde 2008 ha impulsado la Unión de Centro (UdC), superponiéndose ambas formaciones desde entonces.
Está dirigido por Lorenzo Cesa.
Fue parte de la Casa de las Libertades entre el 2000 y 2006, del Nuevo Polo por Italia entre el 2010 y 2012, y de Con Monti por Italia en las elecciones generales de 2013. A pesar de ello, UdC participa en varios gobiernos regionales, provinciales y municipales junto al Pueblo de la Libertad (PdL), el partido principal del italiano de centro-derecha, sobre todo en Lazio, Campania y Calabria; sin embargo recientemente se ha formado alianzas también con el Partido Democrático (PD) en otras regiones y municipios, especialmente en las Marcas. UdC es un miembro del Partido Popular Europeo (PPE) y de la Internacional Demócrata de Centro (IDC), de la que actualmente es presidente Pier Ferdinando Casini.

## Historia
El partido fue fundado en 2002 por la fusión de tres partidos: Centro Cristiano Democrático (CCD), Cristianos Democráticos Unidos (CDU) y Democracia Europea (DE). Marco Follini y Rocco Buttiglione se convirtieron en secretario y presidente, respectivamente, del nuevo partido.
Desde su nacimiento la UDC se integró en la coalición de centro-derecha la Casa de las Libertades, que en ese momento dirigía el gobierno del país. Dos de sus miembros se convierten en ministros, Buttiglione de política comunitaria y Carlo Giovanardi para las relaciones con el Parlamento. Por otro lado, Casini era presidente de la Cámara de Diputados desde 2001.
En las elecciones al Parlamento Europeo de 2004 UDC logró un 5,9% de los votos y cinco eurodiputados; previamente en las elecciones generales de 2001 los tres precursores de la UDC había obtenido un 5,6% (3,2% de CCD-CDU y 2,4% de DE). Desde entonces UDC fue el tercer partido más importante dentro de la Casa de las Libertades, superando a la Liga Norte. Esto también se reflejó en la entrada de Follini en el segundo gobierno de Silvio Berlusconi como Vicepresidente del Consejo de Ministros con el objetivo de fortalecer el gobierno, a la vez que disminuía la influencia de la Liga Norte.
En las elecciones regionales de 2005 UDC y la Casa de las Libertades sufrieron una severa derrota al ganar sólo en 2 de 14 regiones. Follini pidió a Silvio Berlusconi que renunciara y formara un nuevo gobierno. En el nuevo ejecutivo Buttiglione fue nombrado ministro de Cultura, mientras Follini dimitió de su puesto anterior con el fin de centrarse en el partido. El 15 de octubre de 2005 Follini dimitió repentinamente como secretario del partido, y siendo sustituido el 27 de octubre por Lorenzo Cesa, un aliado de Pier Ferdinando Casini.
En octubre de 2006 Follini, muy crítico con Berlusconi y su nuevo sistema electoral proporcional, finalmente abandonó el partido para formar Italia del Medio, que se integró en octubre de 2007 en el Partido Democrático. Esta fue la cuarta escisión sufrida por UDC en dos años, después de tres mucho más grandes: una liderada por Sergio D'Antoni que se unió a Democracia es Libertad-La Margarita en 2004, otra liderada por Gianfranco Rotondi que creó Democracia Cristiana por las Autonomías en 2005, y otra liderada por Raffaele Lombardo en Sicilia que fundó el Movimiento por las Autonomías en 2005.
En las elecciones generales de 2006 UDC se presentó dentro de la Casa de las Libertades con Casini como cabeza de lista, obteniendo un 6,8% de los votos y 39 diputados y 21 senadores.; sin embargo las elecciones fueron ganadas por la coalición de centro-izquierda La Unión. Francesco D'Onofrio se convertía en el líder del partido en el Senado, mientras que Luca Volontè, hacía lo propio en la Cámara de Diputados.
Pese a la salida de Follini, sin embargo Casini también siguió siendo muy crítico con Berlusconi, y fue distanciado a UDC de este, especialmente tras la derrota electoral de la Casa de las Libertades. UDC inició el debate sobre la conveniencia o no de que Berlusconi siguiera al frente de la coalición; Casini llegó a decir que quién perdía debía cambiar, en una clara referencia al liderazgo de Berlusconi. El 2 de diciembre de 2006, el partido rechaza participar en la manifestación organizada por le resto de la coalición en Roma contra la política económica de Prodi. La UDC organizaría al mismo tiempo una manifestación en Palermo, diferenciando así dos oposiciones al centro-izquierda, una moderada y de centro, la propia UDC, y otra de las fuerzas de derecha, Forza Italia, Alianza Nacional y la Liga Norte, partidarias de crear un partido unitario, idea defendida por Berlusconi.

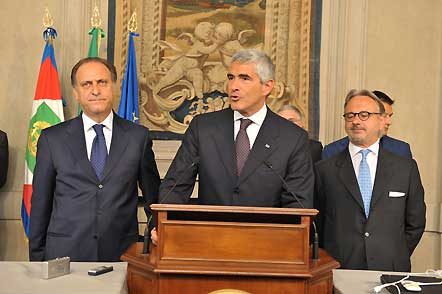
Pier Ferdinando Casini, Lorenzo Cesa y Michele Vietti en 2008.

A finales de 2008 el partido sufrió su quinta escisión, esta vez de la mano de Bruno Tabacci y Mario Baccini, que crearon la Rosa Blanca. El motivo fue la intención de Casini de unirse de nuevo a Berlusconi en las próximas elecciones tras la caída del gobierno de Romano Prodi, declarando que los aliados naturales de UDC eran Forza Italia y Alianza Nacional. Pese a ello, poco después Casini se negó a integrar a UDC en el nuevo movimiento político de Berlusconi, El Pueblo de la Libertad (PdL); la Rosa Blanca de Tabacci, Baccini y Savino Pezzotta, así como por dos destacados miembros de Forza Italia, como Ferdinando Adornato y Angelo Sanza, también se opusieron a unirse al PdL. Por otro lado, Carlo Giovanardi y su Populares Liberales abandonaron UDC para unirse a Berlusconi.
En las elecciones generales de 2008 el partido se presentó bajo la bandera de la Unión de Centro (UdC), que incluyó la Rosa Blanca y otras formaciones más pequeñas. A pesar de haber perdido muchos votos a su derecha, UdC fue capaz de atraer a algunos nuevos votantes del centro-izquierda y obtuvo el 5,6% de los votos. 
Sin embargo, poco después de las elecciones, Casini relanzó su plan para crear un nuevo partido de centro como alternativa tanto al PdL y PD. Esto es lo que él llamó el "partido de la nación", abierto a todos los "centristas", los "demócratas cristianos", los "liberales" y los "reformistas", aunque se presenta como un partido basado en los valores cristianos, en oposición tanto a la PD y el PdL, que, a pesar de ser este último un partido de centro-derecha también incluye facciones y miembros socioliberales. El nuevo partido, evolución de la UDC, surgirá en algún momento en el futuro. 
Casini ha criticado la PdL por no ser lo suficientemente "católico", sobre todo Silvio Berlusconi, tachando de "anarquía de valores" describiendo la naturaleza atrapalotodo del PdL, y Gianfranco Fini, conocido por su postura socialmente liberal sobre la investigación con células madre, su postura frente al aborto y el derecho a morir.
En las elecciones al Parlamento Europeo de 2009 UdC obtuvo un 6,5% de los votos y cinco eurodiputados, entre los que destacan Magdi Allam y Ciriaco De Mita.
En las elecciones regionales de 2010 UdC optó por formar alianzas tanto con el centro-derecha como con el centro-izquierda en las diferentes regiones dependiendo de las condiciones locales, perdiendo terreno en todas partes excepto donde en las regiones del sur donde su aliado era el centro-derecha.
El 15 de diciembre de 2010 la UdC fue miembro fundador del Nuevo Polo por Italia, compuesta también de Futuro y Libertad y Alianza por Italia. En las elecciones generales de 2013, a través de UdC igualmente, será parte de la coalición Con Monti por Italia, en apoyo de Mario Monti.

## Resultados electorales
Los resultados electorales de UdC y de su predecesora UDC, o coaliciones en que ésta participó, en elecciones generales y regionales de las diez regiones más pobladas de Italia se muestran en la tabla siguiente.
Centro Cristiano Democrático (CCD) y el Cristianos Democráticos Unidos (CDU) presentaron listas conjuntas con Forza Italia, respectivamente, en las generales de 1994 y regionales de 1995. Los resultados de las regionales de 1995 se refieren a la CCD en solitario, los de las generales de 1996 al conjunto de la CCD-CDU, los de las regionales de Sicilia de 1996, europeas de 1999 y regionales de 2000 para el resultado combinado de CCD y la CDU, los de las generales de 2001 para el resultado combinado de la CCD-CDU y de Democracia Europea (DE).
Desde las europeas de 2004 los resultados se refieren a la UDC. En las regionales de Sicilia de 2006 se refiere al resultado combinado de la UDC (13,0%) y de L'Aquilone–Lista del Presidente (5,7%), lista personal del líder regional de UDC Salvatore Cuffaro. Los miembros electos de la lista eran todos miembros de UDC.
|               | Generales 1994 | 1995 regional | Generales 1996 | Europeas 1999 | 2000 regional | Generales 2001 | Europeas 2004 | 2005 regional | Generales 2006 | Generales 2008 | 2009 European | 2010 regional |
| Piamonte      | con FI         | 3.0           | 4.4            | 3.3           | 4.5           | 3.5            | 5.0           | 4.6           | 6.2            | 5.2            | 6.1           | 3.9           |
| Lombardia     | con FI         | 2.2           | 4.6            | 3.5           | 4.1           | 3.4            | 3.6           | 3.8           | 5.9            | 4.3            | 5.0           | 3.8           |
| Véneto        | con FI         | 3.6           | 5.4            | 5.4           | 6.8           | 5.0            | 5.0           | 6.4           | 7.8            | 5.6            | 6.4           | 4.9           |
| Emilia-Romaña | con FI         | 4.8           | 4.8            | 2.7           | 3.7           | 3.4            | 2.8           | 3.9           | 5.8            | 4.3            | 4.7           | 3.8           |
| Toscana       | con FI         | 2.5           | 4.8            | 3.2           | 4.2           | 3.3            | 3.3           | 3.7           | 5.9            | 4.2            | 4.6           | 4.8           |
| Lacio         | con FI         | 4.2           | 4.7            | 4.8           | 6.7           | 4.8            | 7.1           | 7.8           | 6.9            | 4.8            | 5.5           | 6.1           |
| Campania      | con FI         | 9.7           | 8.0            | 6.8           | 8.5           | 7.5            | 7.0           | 6.7           | 6.8            | 6.5            | 8.7           | 9.4           |
| Apulia        | con FI         | 5.6           | 7.6            | 6.0           | 6.2           | 6.8            | 8.1           | 7.8           | 7.8            | 7.9            | 9.1           | 6.5           |
| Calabria      | con FI         | 9.0           | 9.0            | 9.4           | 13.3          | 9.5            | 9.6           | 10.4          | 7.7            | 8.2            | 9.3           | 9.4           |
| Sicilia       | con FI         | 19.0 (1996)   | 8.1            | 7.9           | 24.3 (2001)   | 14.4           | 14.0          | 18.7 (2006)   | 10.0           | 9.4            | 11.9          | 12.5 (2008)   |
| ITALIA        | -              | -             | 5.8            | 4.8           | -             | 5.6            | 5.9           | -             | 6.8            | 5.6            | 6.5           | -             |